# Bleifuss
Bleifuss (englisch Originaltitel: Screamer) ist eine Reihe von PC-Rennspielen, die vom italienischen Entwickler Milestone von 1995 bis 1997 über Virgin Interactive veröffentlicht wurden. Zwei weitere Titel mit dem Namen Bleifuss erschienen ebenfalls, wurden jedoch von anderen Studios entwickelt und lediglich im deutschsprachigen Raum unter dem bekannten Namen veröffentlicht.

## Erschienene Titel

### Bleifuss (1995)
Der erste Teil der Serie erschien Ende des Jahres 1995. Im Gegensatz zu den späteren Teilen firmierten die in Mailand ansässigen Entwickler bei der Programmierung dieses Spiels noch unter dem Namen Grafitti.
1996 wurde eine auf drei wählbare Strecken und ein spielbares Fahrzeug gekürzte Version dieses Spiels unter dem Titel Martini Racing zum Preis von ca. 30 DM vertrieben. Hintergrund war das 25-jährige Jubiläum der Motorsport-Sponsorentätigkeit von Martini & Rossi, auf der CD war auch eine umfangreiche Dokumentation der Renngeschichte mit Videomaterial enthalten. Das spielbare Fahrzeug war dabei dem Alfa Romeo 155 nachempfunden, mit dem Nicola Larini und Alessandro Nannini in der DTM-Saison 1995 antraten.

### Bleifuss 2 (1996)
Nur ein Jahr nach seinem Vorgänger erschien der zweite Teil und setzte aufgrund der Konkurrenz von Electronic Arts ein gänzlich anderes und überzeugenderes Konzept um. Anstelle von Straßenrennen standen Fahrzeuge und Strecken mit Rallye-Charakteristika im Vordergrund. Gefahren wurde auf Rundkursen in Ägypten, Kalifornien und England. Im Meisterschafts-Modus konnten weitere Strecken (Finnland, Südamerika, Schweiz) freigeschaltet werden. Der Spieler konnte zwischen vier fiktiven Autotypen wählen. Auch die Engine wurde stark überarbeitet und wirkte nun wesentlich realistischer. Wie sein Vorgänger lief auch Bleifuss 2 unter MS-DOS in den verfügbaren Auflösungen von 320 × 240 und 640 × 480 Pixeln, bot jedoch auch einen High-Color-Modus mit 65.336 Farben.
Später erschien auch ein Glide-Patch, der das Spiel auf Voodoo-Karten laufen ließ.

### Bleifuss Rally (1997)
Ein weiteres Jahr später erschien mit Bleifuss Rally der dritte Teil, der den Spielinhalt seines Vorgängers weiterführte und ebenfalls auf internationale Geländefahrten setzte. Zum Einsatz kam die weiter überarbeitete und nun auch unter Windows 95 lauffähige Bleifuss-Engine. Diese konnte ebenfalls mit den damals sehr beliebten 3dfx-Beschleunigerkarten unter Einsatz modernerer Texturfilter und in höherer Geschwindigkeit betrieben werden. Trotz hervorragender Kritiken markierte Bleifuss Rally das Ende der Serie, welche zuletzt einen zweifelhaften Spagat zwischen ernsthaften Rallyesimulationen in der Art der Rally-Championship-Serie von Magnetic Fields und Funracern der Need For Speed-Machart gewagt hatte. Milestone entwickelte später die Superbike-World-Championship-Serie für EA Sports sowie Squadra Corse Alfa Romeo.

### Bleifuss Fun (1997)
Unter dem Namen Bleifuss Fun vermarktete Virgin Interactive ebenfalls 1997 den Funracer Ignition des schwedischen Entwicklerstudios UDS Interactive. Das Spiel selber war ein einfaches aus der Vogelperspektive gesteuertes Rennspiel vor exotischen Szenarien und mit einem Sammelsurium an skurrilen Fahrzeuge wie z. B. einem Polizeiauto, einem Schulbus oder einem Monstertruck.
In Frankreich wurde das Spiel unter dem Namen Fun Tracks vertrieben.

### Bleifuss-Comic (1998)
Unter dem Namen Bleifuss – Das einzig wa(h)re Formel 1 Comicmagazin startete der Bleifuss-Verlag 1998 einen Comic über die Formel 1, welcher später von Ehapa vertrieben wurde. Die Lizenzrechte mit dem geschützten Titel Bleifuss gingen 2001 wieder an den Urheber zurück.

### Bleifuss Offroad (2000)
Eine weitere Veröffentlichung eines Spiels unter dem Namen der renommierten Serie stellt das im Jahr 2000 von Clevers unter dem eigentlichen Namen Pathfinder entwickelte Bleifuss Offroad dar. Hierbei steuerte der Spieler einen Geländewagen und musste sich unter Zeitdruck einen Weg mitten durch die Wildnis bahnen.
Auch im englischen Sprachraum wurde das Spiel namentlich in den Zusammenhang der Serie eingeordnet und erschien unter dem Namen Screamer 4x4.

## Rezeption
Mit der Bleifuss-Serie schuf Entwickler Milestone einen Gegenpart zu Need for Speed, wo ebenfalls Straßen- und Rundkursrennen gespielt werden. Seitens des Fahrverhaltens erinnere es entfernt an Ridge Racer.